# 第2次西園寺内閣
第2次西園寺内閣（だいにじ さいおんじないかく）は、貴族院議員、立憲政友会総裁の西園寺公望が第14代内閣総理大臣に任命され、1911年（明治44年）8月30日から1912年（大正元年）12月21日まで続いた日本の内閣。

## 内閣の顔ぶれ・人事
国務大臣
1911年（明治44年）8月30日任命。在職日数480日（第1次、2次通算1,400日）。
| 職名 | 代 | 氏名       | 氏名     | 出身等                                  | 特命事項等                             | 備考                        |
| --- | -- | ---------- | -------- | --------------------------------------- | -------------------------------------- | --------------------------- |
| 内閣総理大臣 | 14 | 西園寺公望 |          | 貴族院 立憲政友会 侯爵                  |                                        | 立憲政友会総裁              |
| 外務大臣 | 24 | 内田康哉   |          | 外務省 子爵                             |                                        | 初入閣                      |
| 外務大臣 | -  | 林董       |          | 外務省 伯爵                             | 臨時兼任 （逓信大臣兼任）              | 1911年10月16日免兼          |
| 内務大臣 | 23 | 原敬       |          | 衆議院 立憲政友会                       | 鉄道院総裁                             |                             |
| 大蔵大臣 | 14 | 山本達雄   |          | 貴族院 無所属                           |                                        | 初入閣                      |
| 陸軍大臣 | 8  | 石本新六   |          | 陸軍中将 （陸士旧1期） 男爵             |                                        | 初入閣 1912年4月2日死亡欠缺 |
| 陸軍大臣 | -  | （欠員）   | （欠員） | （欠員）                                | （欠員）                               | 1912年4月5日まで            |
| 陸軍大臣 | 9  | 上原勇作   |          | 陸軍中将 （陸士旧3期） 男爵             |                                        | 初入閣 1912年4月5日任       |
| 海軍大臣 | 6  | 斎藤実     |          | （海軍中将→） 海軍大将 （海兵6期） 男爵 |                                        | 留任                        |
| 司法大臣 | 16 | 松田正久   |          | 衆議院 立憲政友会                       |                                        |                             |
| 文部大臣 | 22 | 長谷場純孝 |          | 衆議院 立憲政友会                       |                                        | 初入閣 1912年11月9日免      |
| 文部大臣 | -  | 牧野伸顕   |          | 外務省 男爵                             | 臨時兼任 （農商務大臣兼任） 枢密顧問官 | 1912年11月9日兼             |
| 農商務大臣 | 22 | 牧野伸顕   |          | 外務省 男爵                             | 文部大臣臨時兼任 枢密顧問官            |                             |
| 逓信大臣 | 19 | 林董       |          | 外務省 伯爵                             | 外務大臣臨時兼任                       |                             |
| 1. 辞令のある留任は個別の代として記載し、辞令のない留任は記載しない。 2. 臨時代理は、大臣空位の場合のみ記載し、海外出張時等の一時不在代理は記載しない。 3. 代数は、臨時兼任・臨時代理を数えず、兼任・兼務は数える。 |    |            |          |                                         |                                        |                             |

内閣書記官長・法制局長官
1911年（明治44年）8月30日任命。
| 職名 | 代 | 氏名       | 氏名 | 出身等                   | 特命事項等   | 備考            |
| --- | -- | ---------- | ---- | ------------------------ | ------------ | --------------- |
| 内閣書記官長 | 16 | 南弘       |      | 内務省                   |              |                 |
| 法制局長官 | 12 | 安広伴一郎 |      | 貴族院 無所属 （茶話会） | 内閣恩給局長 | 1911年8月31日免 |
| 法制局長官 | 13 | 岡野敬次郎 |      | 貴族院 無所属            | 内閣恩給局長 | 1911年8月31日任 |
| 1. 辞令のある留任は個別の代として記載し、辞令のない留任は記載しない。 2. 臨時代理は、大臣空位の場合のみ記載し、海外出張時等の一時不在代理は記載しない。 3. 代数は、臨時兼任・臨時代理を数えず、兼任・兼務は数える。 |    |            |      |                          |              |                 |

勢力早見表
※ 内閣発足当初（前内閣の事務引継は除く）。
| 出身       | 国務大臣 | その他       |
| ---------- | -------- | ------------ |
| 立憲政友会 | 4        |              |
| 貴族院     | 1        | 法制局長官   |
| 軍部       | 2        |              |
| 官僚       | 3        | 内閣書記官長 |
| その他     | 0        |              |
|            | 10       |              |

## 内閣の動き
第2次桂内閣は藩閥を主体とした政権だったが、唯一藩閥の制御が効かない衆議院については、第一党の立憲政友会による閣外協力を得て運営されていた（桂園時代）。政治の主導権や利益誘導などを巡って藩閥と政友会が慢性的に対立する中、幸徳事件の発覚が藩閥側の責任問題に発展する。政友会の実務を取り仕切る原敬は政友会への政権譲渡、桂首相の政界引退を要求し、桂内閣は条約改正の成功を機に退陣した。後継首相は桂の指名で政友会の西園寺公望総裁が指名され、1911年8月30日、第2次西園寺内閣が成立した。
主な出来事
- 行財政改革 - 日露戦争後の財政難を理由に行われた。藩閥側の反発を恐れて秘密裏に進んでいたが、明治天皇の崩御を機に中断し、その後再開せずに政権が崩壊したため、実現することはなかった。
- 選挙制度改革 - 選挙区を小選挙区制に変える案であったが、政友会に更に有利な制度になることに藩閥が反発して、貴族院で法案は否決される。現状の大選挙区制でも政友会の有利は変わらないこともあり、制度改革は最終的に行われなかった。だが、貴族院内に親政友会の会派である交友倶楽部が形成され、次第に貴族院にも勢力を伸ばしていく。

1912年、二個師団増設問題が発生。山縣有朋筆頭元老が率いる陸軍閥は、内閣・政友会サイドとは予算獲得のための条件闘争のつもりであったが、山縣から疎まれて宮中職へ左遷（事実上の政界引退）されていた桂前首相が政界復帰をかけて上原勇作陸軍大臣を焚きつけるなどしたため、上原陸相が辞任、軍部大臣現役武官制によって後継陸相が得られなかった内閣は12月5日に総辞職した。
後継首相には桂が復帰したが、世間での藩閥打倒運動（憲政擁護運動）が大きくなり、政権継続の目途が立たなくなった第3次桂内閣もほどなくして崩壊。西園寺も前後して政友会総裁の職を辞任しており、桂園時代は名実ともに終わりを告げた。